# Trichostomum mildeanum
Trichostomum mildeanum là một loài rêu trong họ Pottiaceae. Loài này được Jur. mô tả khoa học đầu tiên năm 1870.